# Arras-sur-Rhône

Arras-sur-Rhône este o comună în departamentul Ardèche din sud-estul Franței. În 1 ianuarie 2022 avea o populație de 535 de locuitori.